# Me & My Friends
Me & My Friends (ufficialmente richiamata Me and My Friends nel 2003) è una canzone dei Red Hot Chili Peppers. Fa parte del loro terzo album in studio, The Uplift Mofo Party Plan (1987).

## La canzone
È la terza traccia dell'album, e fu pubblicata come singolo nel 1987 in sola promozione radiofonica. Inneggia all'amicizia e qui Anthony parla del rapporto con i suoi amici, soprattutto il chitarrista Hillel Slovak, morto poi poco tempo dopo.
L'introduzione si basa su un fill di basso di Flea, seguita da un ritornello in stile funk.
Durante il tour per la promozione di Californication, da un'alta impalcatura i Foo Fighters gettarono spaghetti, palline da ping pong e stelle filanti sul batterista Chad Smith, mentre eseguiva la canzone. Ciò si può vedere all'interno del primo DVD del gruppo, Off the Map.